# Tubérculo carotídeo
El tubérculo carotídeo, también conocido como tubérculo de Chassaignac, es un tubérculo de la apófisis transversa de la sexta vértebra cervical, que separa la arteria vertebral de la arteria carótida, y contra la cual se puede presionar la arteria carótida con un dedo.
Su epónimo viene de Charles Marie Édouard Chassaignac, médico francés. Al presionar la arteria carótida contra el tubérculo carotídeo se produce una respuesta vagal que puede frenar las taquicardias supraventriculares.
Este punto también sirve como referencia anatómica para los anestesistas en procedimientos como la anestesia local del plexo cervical por vía supraclavicular.